# Die 25. Stunde (Film)
Die 25. Stunde (Originaltitel La Vingt-cinquième heure) ist ein 1966 auf dem Balkan entstandener, französisch-italienisch-jugoslawischer Spielfilm von Henri Verneuil. Anthony Quinn spielt hierin einen Mann, der während des Zweiten Weltkriegs verschleppt wird und schließlich in die Mühlen von Arbeitslager und Rassenwahn gerät. Der Geschichte liegt ein 1949 erschienener Roman von Constantin Virgil Gheorghiu zugrunde.

## Handlung
Johann Moritz ist ein schlichter Mann, der ein einfaches aber wohlgeordnetes, jedoch von zahlreichen Entbehrungen bestimmtes, hartes Leben im ländlichen Rumänien führt. Eines Tages, am Vorabend des Zweiten Weltkriegs, wird das Leben des Bauern von einer Sekunde zur anderen auf den Kopf gestellt. Das Unglück Johanns beginnt, als eines Tages mehrere Militärfahrzeuge in sein Dorf kommen, um die Juden der Gegend einzusammeln und sie zu deportieren. Auch Johann Moritz, dem nicht klar ist, was dort gerade geschieht, wird verhaftet und auf den Transporter aufgeladen. Der völlig perplexe, einfache Landmann bestreitet vehement, Jude zu sein. Er weiß noch nicht, dass ihn Debresco, der Dorfpolizist, wider besseres Wissen denunziert hat, um Johanns attraktive Frau Susanna für sich zu gewinnen.
Von nun an ist Moritz nicht mehr Herr des Geschehens, er wird herumgeschubst und von allen Seiten instrumentalisiert und missbraucht. Erst landet er in einem Arbeitslager, wo er bis zum Umfallen schuften muss. Susanna wird derweil gezwungen, die Scheidung einzureichen, damit sie wenigstens weiterhin ihre Kinder großziehen darf. Moritz will sich seinem Schicksal nicht beugen und fürchtet, auf kurz oder lang unter den dort herrschenden Bedingungen umzukommen. Er flieht mit einigen Mitgefangenen aus dem Lager und gelangt nach Ungarn, wo angeblich die Lebensumstände für Juden noch einigermaßen erträglich sein sollen. Doch hält man ihn dort für einen rumänischen Spion, und Johann Moritz muss erneut in ein Lager einfahren, wo man ihn schwer misshandelt. Moritz übersteht auch dieser Qualen und wird schließlich als Zwangsarbeiter nach Hitler-Deutschland deportiert.
Nur scheinbar wendet sich hier das Schicksal zu seinem Guten, als ihn ein SS-Arzt, SS-Standartenführer Müller, der intensiv Rassenstudien betreibt, entdeckt und zu sich holt. Müller ist von Moritz hellauf begeistert, begutachtet ihn ganz genau, macht Fotos von Johanns Schädelform und stellt fest, dass Johann Moritz der Inbegriff des Ur-Ariers sein müsse. Die rassische Reinheit, so Müller, sei in diesem Bauern aus Rumänien exemplarisch belegt. Fortan ist aus dem vermeintlichen Juden Moritz der germanische Super-Arier geworden, und dementsprechend wird das Gesicht des einfachen Mannes, der nicht begreift, wie ihm geschieht, in Rasse- und Propagandaschriften publiziert. Der Wahnsinn geht sogar so weit, dass Johann Moritz zur Waffen-SS geholt wird, was dieser angeblich zur Ehre gereichen würde. In dieser Position kann Johann Moritz kurz vor Kriegsende 1945 verhindern, dass mehreren Gefangenen der Deutschen Unheil geschieht, und er überführt sie an die heranrückenden Amerikaner.
Die GIs nehmen Moritz augenblicklich gefangen, da die Amerikaner glauben, einen besonders fetten Fang gemacht zu haben: Ein besonders abscheuliches Exemplar eines verbrecherischen SS-Mörders. Als mutmaßlicher SS-Scherge und Kriegsverbrecher wird dem vollkommen überforderten Moritz von den Alliierten schließlich der Prozess gemacht, der erst nach Jahren einen für ihn glücklichen Ausgang haben wird. Erst 1949, zehn Jahre nach seiner Verschleppung, wird er in ein Dorf irgendwo in Deutschland geschickt, in das seine Frau während des Krieges mit den Kindern geflüchtet ist. Seine von den Sorgen und Ängsten um ihren Mann gezeichnete Ehefrau, die nach Vergewaltigung durch einen Sowjetsoldaten ein weiteres Kind bekommen hat, nimmt ihn am Bahnhof überglücklich in Empfang.

## Produktionsnotizen
Die 25. Stunde wurde in Rumänien, Budapest und Jugoslawien (Außenaufnahmen) sowie in Filmstudios von München und Paris gedreht und am 16. Februar 1967 in New York uraufgeführt. In Deutschland konnte man den Film erstmals am 27. Oktober 1967 sehen.
Robert Clavel entwarf die Filmbauten, Rosine Delamare die Kostüme. Erwin Lange sorgte für die Spezialeffekte. Claude Pinoteau diente als Regieassistent.

## Synchronisation
| Rolle                      | Darsteller        | Synchronsprecher         |
| -------------------------- | ----------------- | ------------------------ |
| Johann Moritz              | Anthony Quinn     | Hans W. Hamacher         |
| Susanna Moritz             | Virna Lisi        | Anneliese Priefert       |
| Nicolai Debresco           | Grégoire Aslan    | Toni Herbert             |
| Traïan Koruga              | Serge Reggiani    | Rolf Schult              |
| SS-Standartenführer Müller | Marius Goring     | Fritz Tillmann           |
| Frau Nagy                  | Françoise Rosay   | Ursula Krieg             |
| Colonel Greenfield         | Robert Beatty     | Friedrich Georg Beckhaus |
| Staatsanwalt               | Alexander Knox    | Heinz Giese              |
| Johanns Verteidiger        | Michael Redgrave  | Max Eckard               |
| Strul                      | Marcel Dalio      | Hugo Schrader            |
| Innenminister              | Jean Desailly     | Friedrich W. Bauschulte  |
| Isaak Nagy                 | Harold Goldblatt  | Paul Wagner              |
| Gerichtsvorsitzender       | John Le Mesurier  | Konrad Wagner            |
| Koruga, der Dorfpope       | Liam Redmond      | Eduard Wandrey           |
| Joseph Grénier             | Albert Rémy       | Gerd Martienzen          |
| Inspektor Varga            | Kenneth J. Warren | Heinz Petruo             |
| Soldat bei Debresco        | Jacques Marin     | Gerd Duwner              |
| Constantin                 | Jan Werich        | Martin Hirthe            |

## Kritiken
Die internationale Kritik reagierte auf diesen Film mit eher durchwachsenen Beurteilungen. Nachfolgend eine kleine Auswahl:
Der Movie & Video Guide fand den Streifen „indifferent gemacht, trotz fähiger Schauspielkunst der Stars“.
Halliwell’s Film Guide nannte den Film ein „rastloses Abenteuer“ und fand, dass „alles ein bisschen viel“ sei.
Das Lexikon des internationalen Films resümierte: „In Thematik und Darstellung beeindruckende, insgesamt aber zu oberflächliche, routiniert-gefällige Romanverfilmung mit prätentiösem Pathos.“
Cinema fand: „Etwas viel Pathos, aber ein toller Anthony Quinn. Fazit: Spannend erzähltes Kriegsschicksal“.